# برایتشاید (وشتروالد)
برایتشاید (به آلمانی: Breitscheid) یک شهر در آلمان است که در Neuwied واقع شده‌است. برایتشاید ۲٬۲۹۵ نفر جمعیت دارد.